# Gubernija
Gubernija — литовське підприємство харчової промисловості, розташоване у місті Шяуляй. Публічна компанія, акції якої торгуються на Вільнюській фондовій біржі (Nasdaq Vilnius). Найстаріша броварня країни. 

## Історія
Часом заснування броварні у Шяуляї офіційно вважається визначений експертами-істориками 1665 рік. Елементи історичної будівлі броварні, що збереглися, свідчать про проведення суттєвої реконструкції підприємства у 1799 році. Перехід до промислового виробництва пива відбувся після модернізації виробничих потужностей наприкінці XIX ст., коли на підприємстві було зокрема встановлено перший паровий двигун. З того часу броварня стала основним виробником пива у північній частині Литви. Підприємство активно розвивалося протягом періоду незалежності країни у 1919—1940 роках. Під час Другої Світової війни підприємство було зруйноване і відновлене за часів Литовської РСР.
Новітня історія підприємства розпочалася вже в 1990-х, після проголошення незалежності Литви та початку процесів роздержавлення власності у країні. Броварня Gubernija була зареєстрована у формі акціонерної компанії 5 травня 1993 року. Масштабна реконструкція підприємства з будівництвом повністю нового виробничого приміщення була проведена у 1999—2000 роках.

## Асортимент продукції

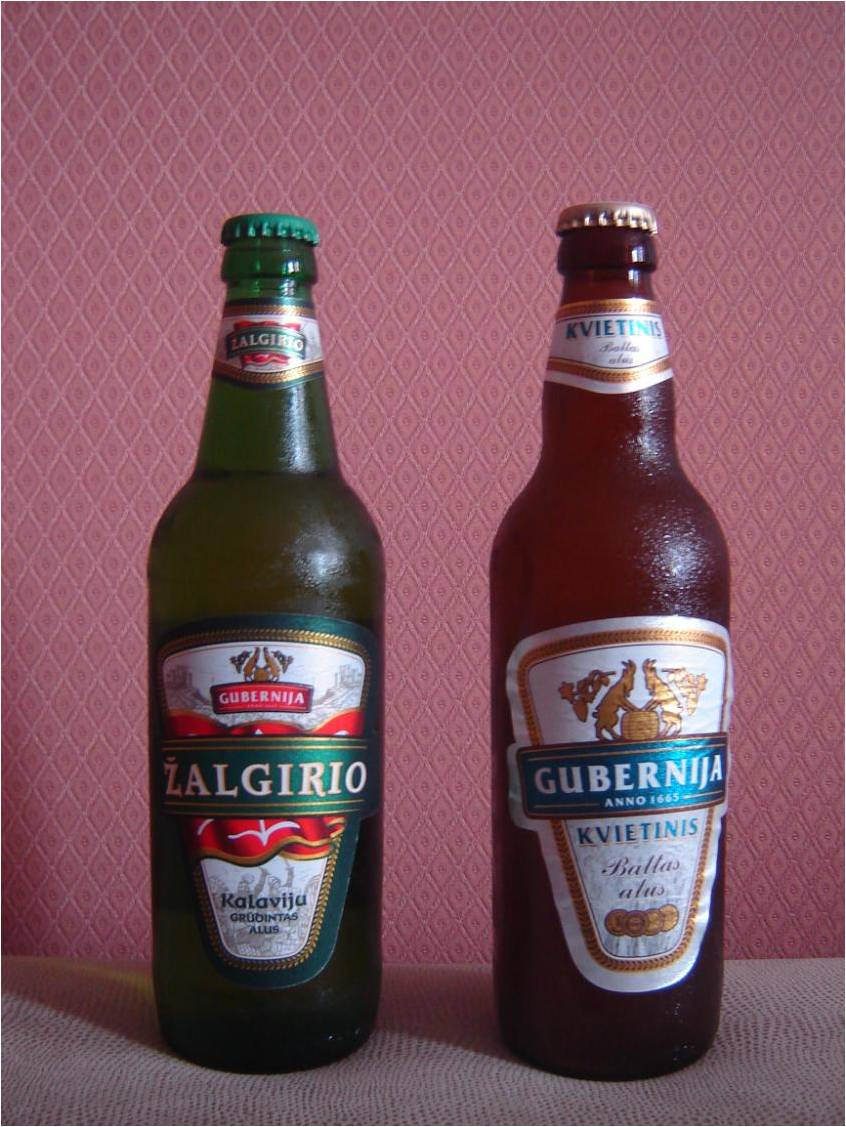
Пляшки пива виробництва броварні

Станом на 2009 рік броварнею вироблялося 19 сортів пива, основні з них:
- Gubernija Ekstra — світле пиво з вмістом алкоголю 5,5%.
- Gubernija Grand 9.5 — міцне пиво з вмістом алкоголю 9,5%.
- Gubernija Ledo — льодове пиво з вмістом алкоголю 5,1%.
- Gubernija Ledukas — полегшене пиво з вмістом алкоголю 2,5%.
- Gubernija Kunigaikščių — напівтемне міцне пиво з вмістом алкоголю 7,0%.
- Gubernija Kvietinis Baltas — пшеничне нефільтроване пиво з вмістом алкоголю 4,5%.
- Gubernija Dvaro Mišas — напій на основі пива і квасу з вмістом алкоголю 3,5%.

Також компанія виробляє два сорти квасу та 2 сорти безалкогольних напоїв.